# Die Schwarze aus Dakar
Die Schwarze aus Dakar (Originaltitel: La Noire de…, dt. „Die Schwarze aus …“) ist ein senegalesisch-französischer Film aus dem Jahr 1966. Der Film war der erste Langfilm des senegalesischen Regisseurs Ousmane Sembène und gilt damit auch als der erste bekannte Langspielfilm eines Schwarzen Regisseurs aus Subsahara-Afrika. Damit gilt der Film als einer der Wegbereiter des afrikanischen Kinos.

## Handlung
Die junge Senegalesin Diouana arbeitet in Dakar als Kindermädchen für eine weiße französische Familie. Sie kommt aus ärmlichen Verhältnissen aus einem Dorf in der Nähe der Stadt und wurde von der weißen Frau unter einer Gruppe von arbeitslosen Mädchen auf der Straße ausgewählt, weil sie im Gegensatz zu den anderen nicht zu aufdringlich nach einer Arbeit fragte. Zu Arbeitsbeginn bringt Diouana als Geschenk für ihre neue Arbeitgeberin eine Holzmaske aus ihrem Dorf, die sie einem Jungen für wenig Geld abgekauft hat. Die Familie hängt die Maske als Dekoration an die Wand. Die weiße Arbeitgeberin gibt ihr im Gegenzug ein modisches, europäisches Kleid.
Die Familie zieht nach Frankreich an die Côte d’Azur und holt das Mädchen bald darauf nach. Diouana ist aufgeregt und freut sich auf die Möglichkeit, die ihr der Umzug bietet. Ihr Freund warnt sie jedoch vor den Gefahren, die auf sie in Frankreich aufgrund der politischen Situation lauern könnten. In Frankreich ist das Mädchen überfordert von seinen Aufgaben. Anstatt, wie in Senegal, auf die Kinder der Familie aufzupassen, muss es auch den Haushalt führen, putzen und kochen, während die Arbeitgeber nichts tun. Gleichzeitig findet Diouana keinen Anschluss an die Gesellschaft. Sie hat keine Zeit, um Frankreich kennenzulernen, wie sie es sich erhofft hatte. Diouana fühlt sich zunehmend gedemütigt. Ihre Arbeitgeberin befiehlt ihr harsch, ihr modisches Kleid nicht während der Arbeit anzuziehen, und ein Freund ihrer Arbeitgeber küsst sie gegen ihren Willen, weil er noch nie ein Schwarzes Mädchen geküsst habe. Diouanas Mutter schreibt ihr einen Brief und fragt nach Geld; Diouana selbst kann aber nicht lesen und muss deshalb ihre Arbeitgeber bitten, ihr den Brief vorzulesen. Ihre Arbeitgeberin verlangt immer aggressiver von ihr, mehr zu arbeiten und nicht mehr zu schlafen.
Diouana beschließt, Widerstand zu leisten. Sie versucht, die Maske von ihren Arbeitgebern zurückzunehmen, und weigert sich zu arbeiten.
Schließlich begeht Diouana Suizid, indem sie sich ihre Kehle in der Badewanne aufschneidet. Die Arbeitgeber finden ihre Leiche und ihr Tod wird in einer kleinen Spalte einer lokalen französischen Zeitung erwähnt. Der Arbeitgeber fährt nach Dakar, will dort Diouanas Koffer und Maske zurückgeben und Diouanas Mutter Geld anbieten. Die Mutter lehnt das Angebot entrüstet ab, während der Junge, dem die Maske gehörte, diese zurücknimmt. Der Junge läuft dem Arbeitgeber mit der Maske vor dem Gesicht nach und starrt ihn an, während dieser das Land wieder verlässt. Als er weggefahren ist, nimmt der Junge die Maske ab und läuft weg.

## Entstehung
Der Film beruht auf einer ebenso La Noire de… genannten Geschichte in Sembènes Kurzgeschichtensammlung Der Voltaer (Le Voltaïque), die 1962 erschien. Sembène wurde zur Handlung durch einen kurzen Bericht über den Suizid eines schwarzen Mädchens in der französischen Zeitung Nice-Matin inspiriert.
Sembène suchte für den Film um Geld beim Bureau du Cinéma des französischen Ministeriums für Zusammenarbeit an, das 1963 eingerichtet wurde, um technische und finanzielle Hilfe für Filme im frankophonen Afrika zur Verfügung zu stellen. Das Bureau du Cinéma lehnte eine Produktion des Films jedoch ab, womöglich wegen Sembènes kritischer Haltung zu Paternalismus in Entwicklungshilfe, die auch auf das Bureau du Cinéma übertragen werden könnte. Stattdessen fand Sembène einen Produzenten in André Zwoboda, der das Bureau du Cinéma wegen seiner paternalistischen Haltung ebenfalls kritisch sah. Die Postproduktion des Films fand in den Räumen der französischen Wochenschau Les Actualités françaises statt, für die Zwoboda als Redakteur arbeitete.
Alle Darsteller des Films waren Laien und ihre Stimmen wurden in der Postproduktion synchronisiert. Sembène selbst hat einen kurzen Cameo-Auftritt als Lehrer.

## Inszenierung
Der Film wechselt mehrfach zwischen der Gegenwartshandlung, in der die Protagonistin in Frankreich arbeitet, und Rückblenden auf ihr Leben im Senegal.
Diouanas Stimme kommentiert während des Films im Voice-over kritisch ihre Rolle als Hausmädchen ihrer weißen Arbeitgeber und stellt komplexe Fragen zu Themen wie Rassismus und Unterdrückung von Arbeitern. Im Film selbst spricht das Mädchen aber an nur wenigen Stellen, in denen sie Fragen oder Befehle ihre Arbeitgeber bejaht oder verneint. Der französische Kulturwissenschaftler Daryl Lee analysiert, dieses Stilmittel beziehe sich direkt auf den Entzug der Stimme durch strukturelle Diskriminierung: „Wir hören sie nicht sprechen, aber wir hören ständig ihre Stimme. Was bedeutet es, von seiner Stimme entfremdet zu sein? Was bedeutet es, keinen Zugang zu ihr zu haben?“
Der Film wurde im Stil der Nouvelle Vague mit natürlichem Licht und einer Handkamera gedreht.
Die musische und visuelle Gestaltung deutet einen starken Gegensatz an, gleich dem Gegensatz zwischen Kolonialisierten und Kolonialisten im Kolonialismus bzw. den Verhältnissen von Weißen und Schwarzen im Rassismus. Der Film ist ein Schwarzweißfilm. Die Farbwahl des Films ist bewusst auf einen starken Kontrast zwischen Schwarz und Weiß abgestimmt. Diouanas Kleid ist weiß mit schwarzen Punkten, die Wohnung ihrer Arbeitgeber ist in den beiden Farben gehalten; auch das Essen, das im Film vorkommt (z. B. Kaffee, Reis, Milch), ist entweder schwarz oder weiß; der Arbeitgeber trinkt einen Whiskey mit der Aufschrift „Schwarz und weiß“. Lieve Spass merkt an: „Der Gegensatz tritt dann am dramatischsten hervor, als die Kamera sich auf Diounas leblosen Schwarzen Körper in der weißen Badewanne fokussiert.“ Die Musik verstärkt dieses Stilmittel ebenfalls, indem sie zwischen französischer Klaviermusik und afrikanischer Musik wechselt.

## Themen und Motive
Die Schwarze aus Dakar behandelt die Schwierigkeiten, mit denen Senegal nach seiner Unabhängigkeit von Frankreich zu kämpfen hatte, und wird deshalb als Teil der Postkolonialismus-Strömung gesehen (Postcolonial Cinema). Sembène kritisiert als vehementer Antikolonialist stark die Ausbeutungsmechanismen, die auch nach der Unabhängigkeit bestehen blieben. Jonathan Rosenbaum interpretiert die Szene, in der die weiße Arbeitgeberin Diouana aus einer Gruppe Schwarzer Mädchen auswählt, als Andeutung an einen Sklavenmarkt im Rahmen des atlantischen Sklavenhandels.
Die bereits beschriebenen Gegensätze zwischen Unterdrückern und Unterdrückten verlaufen entlang der binären Hierarchie des Kolonialismus zwischen Schwarz und Weiß. Lieve Spass betont, dass diese im Film eine große Rolle spielen, jedoch nicht Gegensätze zwischen Mann und Frau. Diouana wird vor allem von ihrer weißen Arbeitgeberin gedemütigt und weniger von deren Mann.
Die Maske, ein wichtiges Element der afrikanischen Kunst, bildet ein Motiv des Films. Sie steht sowohl für die kulturelle Aneignung afrikanischer Kunst durch Europäer als auch symbolisch für das Erbe des Kolonialismus. Rosenbaum schreibt in Anlehnung an das Ende, als der Junge dem französischen Arbeitgeber folgt und letztendlich die Maske abnimmt, als dieser weg ist: „Es gibt wenige Enden in der Filmgeschichte, die so mächtig und reich sind wie dieses – bebend vor tragischer Weisheit und unterschwelliger Bedeutungsschwere, mit Endgültigkeit und Verheißung, mit Humor und Schmerz. Diouana und Afrika und die Maske und der Junge sind endlich eins geworden, ein unauflöslicher und unerträglicher menschlicher Fakt, der uns allen ins Gesicht schaut.“ Weil die Maske wieder dem Jungen gehört und nicht als Dekoration in einem französischen Haushalt oder Museum hängt, symbolisiert sie die Freiheit von Frankreich und der Junge selbst die Zukunft der Zuseher, so Anthony Reed.
Reed interpretiert die Endszene als Umkehr der klassischen Objektifizierung im Kolonialismus: Durch den Blick des Jungen wird der weiße Arbeitgeber zum Objekt und der Junge bzw. die Afrikaner zum Subjekt.

## Rezeption
Der Film erregte zur Zeit seines Erscheinens einiges an Aufmerksamkeit. Er erhielt 1966 den Hauptpreis des Carthage Film Festival sowie den französischen Jean-Vigo-Preis. Daryl Lee hebt besonders den Preis hervor, den der Film auf dem Kunstfestival Festival mondial des arts nègres erhielt. Wichtige Schwarze Literaten, Musiker und Bürgerrechtler wie Duke Ellington und Vertreter der französischen Négritude waren auf dem Festival zugegen. Das Festival sollte Afrika als Einheit zusammenbringen.
Das Lexikon des internationalen Films bezeichnet den Film als „[e]ine ohne Umschweife und bei allem spürbaren Engagement protokollarisch kühl gestaltete Anklage gegen den Rassismus“.